# My Baby Left Me (Rox)
My Baby Left Me è il secondo singolo pubblicato dalla cantante soul britannica Rox, tratto dal suo album di debutto, Memoirs nel 2010. In Italia il brano ha ottenuto un buon successo per quanto riguarda i passaggi radiofonici ed ha raggiunto la ventiduesima posizione nella classifica FIMI dei brani più scaricati.

## Tracce
Promo Digital Rough Trade -
1. My Baby Left Me - 3:28

Promo - CD - Single Rough Trade RTRADSCD572 / EAN 0883870157223
1. My Baby Left Me - 3:32
2. Friend (Demo) - 2:23

## Classifiche
| Classifica (2010) | Posizione più alta |
| ----------------- | ------------------ |
| Belgio (Fiandre)  | 57                 |
| Belgio (Vallonia) | 50                 |
| Germania          | 55                 |
| Italia            | 22                 |
| Paesi Bassi       | 47                 |
| Regno Unito       | 91                 |